# Охради
Охради (слч. Ohrady, мађ. Csallóközkürt) насељено је мјесто са административним статусом сеоске општине (слч. obec) у округу Дунајска Стреда, у Трнавском крају, Словачка Република.

## Становништво
| Година:    | 1994. | 2004.   | 2014.   | 2024.   |
| ---------- | ----- | ------- | ------- | ------- |
| Број људи: | 1157  | 1179    | 1250    | 1362    |
| Разлика:   |       | +1,90 % | +6,02 % | +8,96 % |

| Година:    | 2023. | 2024.   |
| ---------- | ----- | ------- |
| Број људи: | 1356  | 1362    |
| Разлика:   |       | +0,44 % |

Према подацима о броју становника из 2011. године насеље је имало 1.173 становника.